# Пахтусов, Пётр Кузьмич
Пётр Кузьми́ч Па́хтусов (20 марта (1 апреля) 1800, Кронштадт — 7 (19) ноября 1835, Архангельск) — русский мореплаватель и гидрограф.
Провёл сложную топографическую съемку дельты Печоры. Им было произведено подробное картографирование побережья Северного Ледовитого океана от Канина Носа до острова Вайгач. Он первым произвёл детальные гидрографические описания и первые промеры глубин Белого моря. Также принимал участие в картографировании острова Колгуев.

## Биография
Родился 20 марта (1 апреля) 1800 года в Кронштадте. Вырос в Сольвычегодске, на родине отца, который из простых солдат вырос до шкипера 13-го класса. В 1808 году семья в связи со смертью отца переехала в Архангельск. Пётр учился в сиротской школе (позже переименована в «школу кантонистов»).
В 1816 году, как способный к учёбе, был отправлен в Кронштадтское штурманское училище, окончив которое 28 мая 1820 года получил звание штурманского помощника унтер-офицерского чина с представлением в XIV класс.
Вернулся в Архангельск и принял участие в экспедиции под командованием штурмана 12-го класса Иванова, которая занималась исследованиями восточного побережья Баренцева моря и устья реки Печоры, а затем — в экспедицию штурмана Ильи Бережных, исследовавшую уже западную часть того же побережья.
В 1828 году получил чин мичмана. Участвовал в экспедиции Ф. П. Литке.
В 1829 году предложил свой проект экспедиции на восточное побережье Новой Земли. Хотя проект был утверждён, экспедиция по ряду причин (в частности, из-за нехватки финансовых средств) не состоялась. В 1831 году был произведён в подпоручики корпуса флотских штурманов.
В 1832—1833 годах, получив поддержку торговой компании Брандта и Клокова, снарядившей сразу две группы (вторая — лейтенанта Кротова, которому поручалась разведка морского пути к устью Енисея), на одномачтовом карбасе «Новая Земля» провёл опись и картографирование Никольского Шара; было описано более 130 вёрст побережья восточного берега Новой Земли до Савиной губы. За эти исследования был награждён орденом Святой Анны 3-й степени.
В течение 440 дней, с июня 1834 по октябрь 1835 года, на карбасе «Казаков» вновь участвовал в исследовательской экспедиции к Новой Земле. Провёл геодезическую съёмку и опись южного берега Маточкина Шара; были проведены астрономические наблюдения с целью установления точного расположения пролива, описан восточный берег Новой Земли на 160 километров к северу от пролива. Но в конце марта судно было затёрто льдами и затонуло. Команда спаслась, но многие заболели. Экспедиции удалось достичь 74°24′ северной широты и описать открытые острова. Позже этот архипелаг был назван островами Пахтусова.
Умер 7 (19) ноября 1835 года. Похоронен в Архангельске на Соломбальском кладбище.

## Память
- Памятник Пахтусову в Кронштадте. Установлен 19 октября 1886 года возле здания Штурманского училища, где он учился. С просьбой установить памятник обратились в 1875 году штурманы. Сбор средств, высочайшее разрешение на проведение которого было дано 14 марта 1877 года, длился девять лет. Кронштадтские штурманы перечисляли 1 % своего берегового содержания. Было собрано 9200 рублей[6]. Проект профессора Императорской Санкт-Петербургской академии художеств Николая Лаверецкого был утверждён 14 декабря 1884 года. Помещённая на гранитном пьедестале бронзовая статуя высотой около 2,5 метра изображает Петра Пахтусова в мундире и в спущенной с одного плеча шинели той формы, какая была в 30-х годах XIX века. В правой руке исследователь держит карту Новой Земли, развернутую до мыса Долгого — предела его работ. Статуя отлита в Санкт-Петербурге на бронзовой фабрике А. Морана. Пьедестал выполнен также в Санкт-Петербурге монументным мастером А. А. Бариновым по проекту архитектора А. Я. Силина[7]. На пьедестале выбиты слова девиза: «Польза», «Отвага», «Труд», определившие суть и смысл жизни этого человека. 
Горизонтальная перекладина буквы «П» в слове «Польза» является контрольным репером находящегося неподалёку Кронштадского футштока — исходного пункта нивелирной сети России и бывшего Советского Союза в рамках Балтийской системы высот. Высота отметки относительно нуля футштока составляет 5,226 м[8].

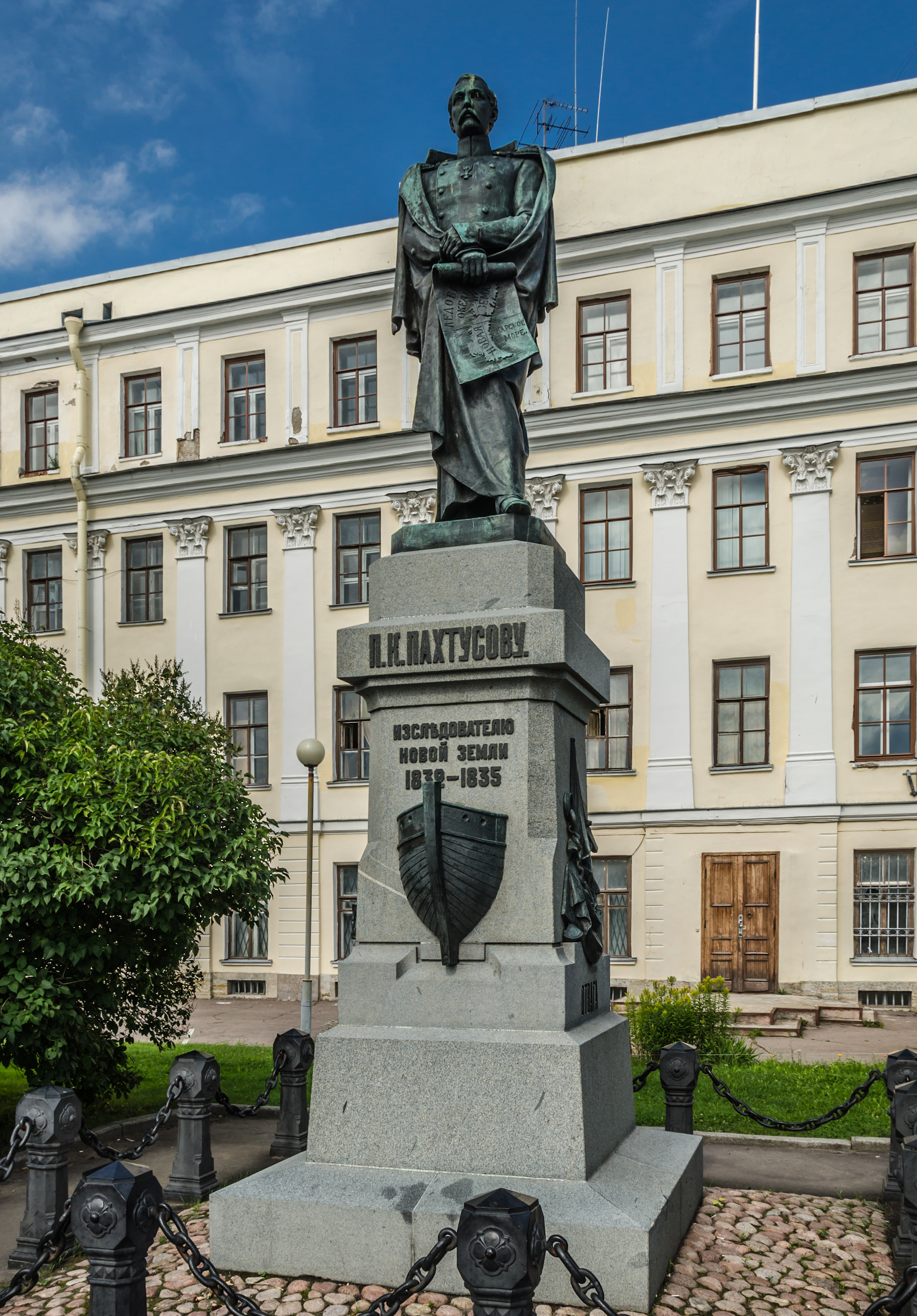
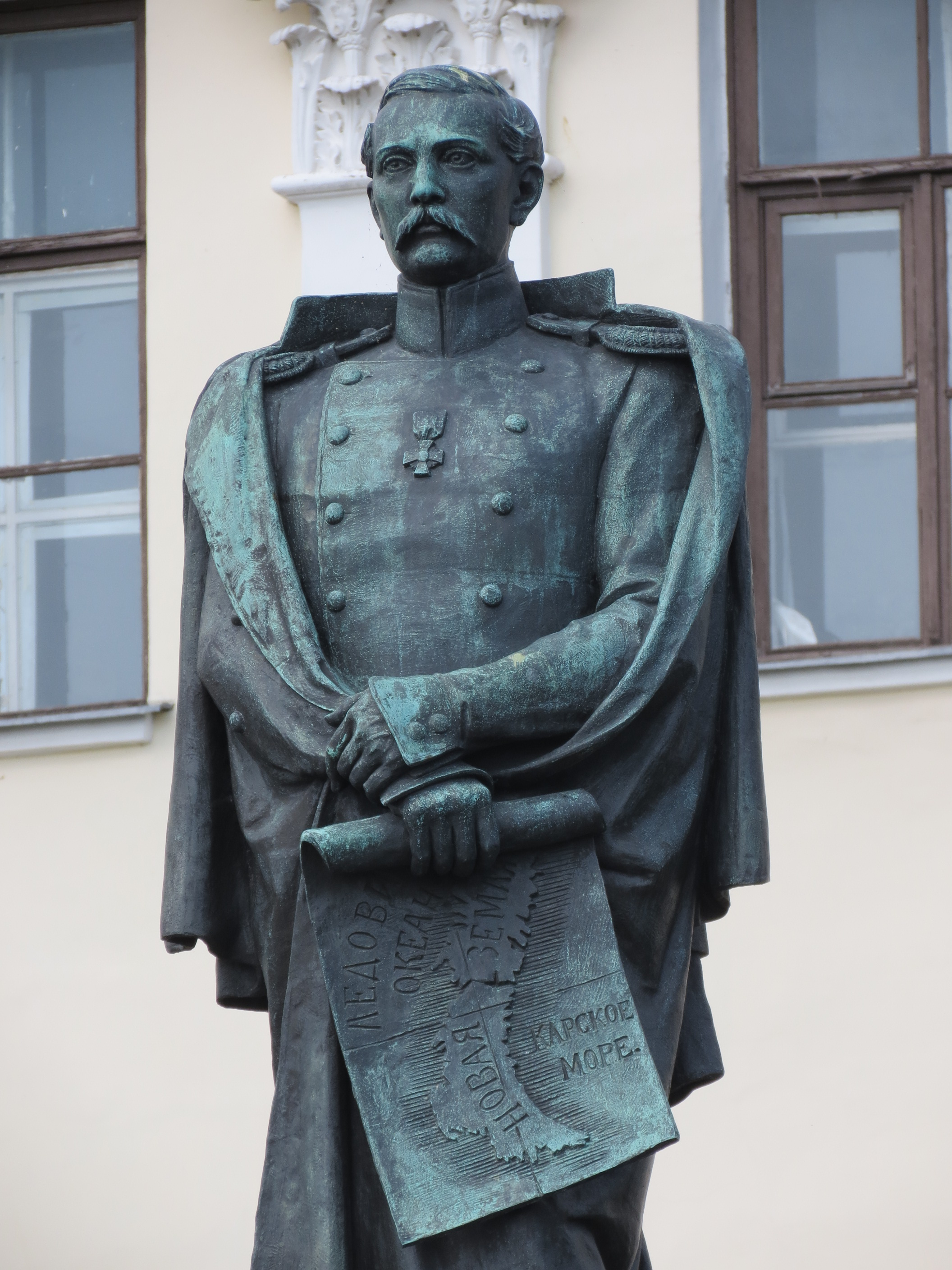
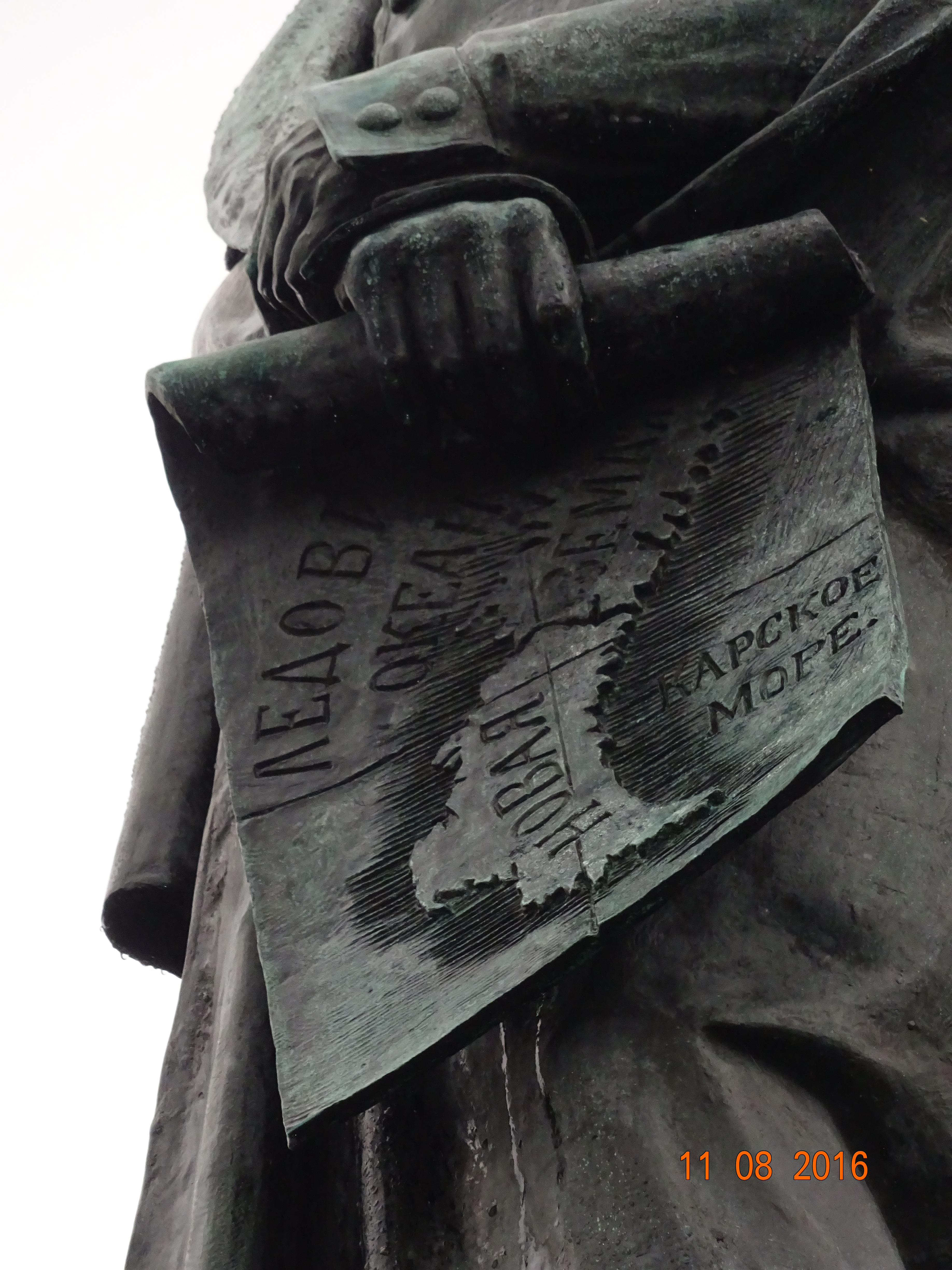
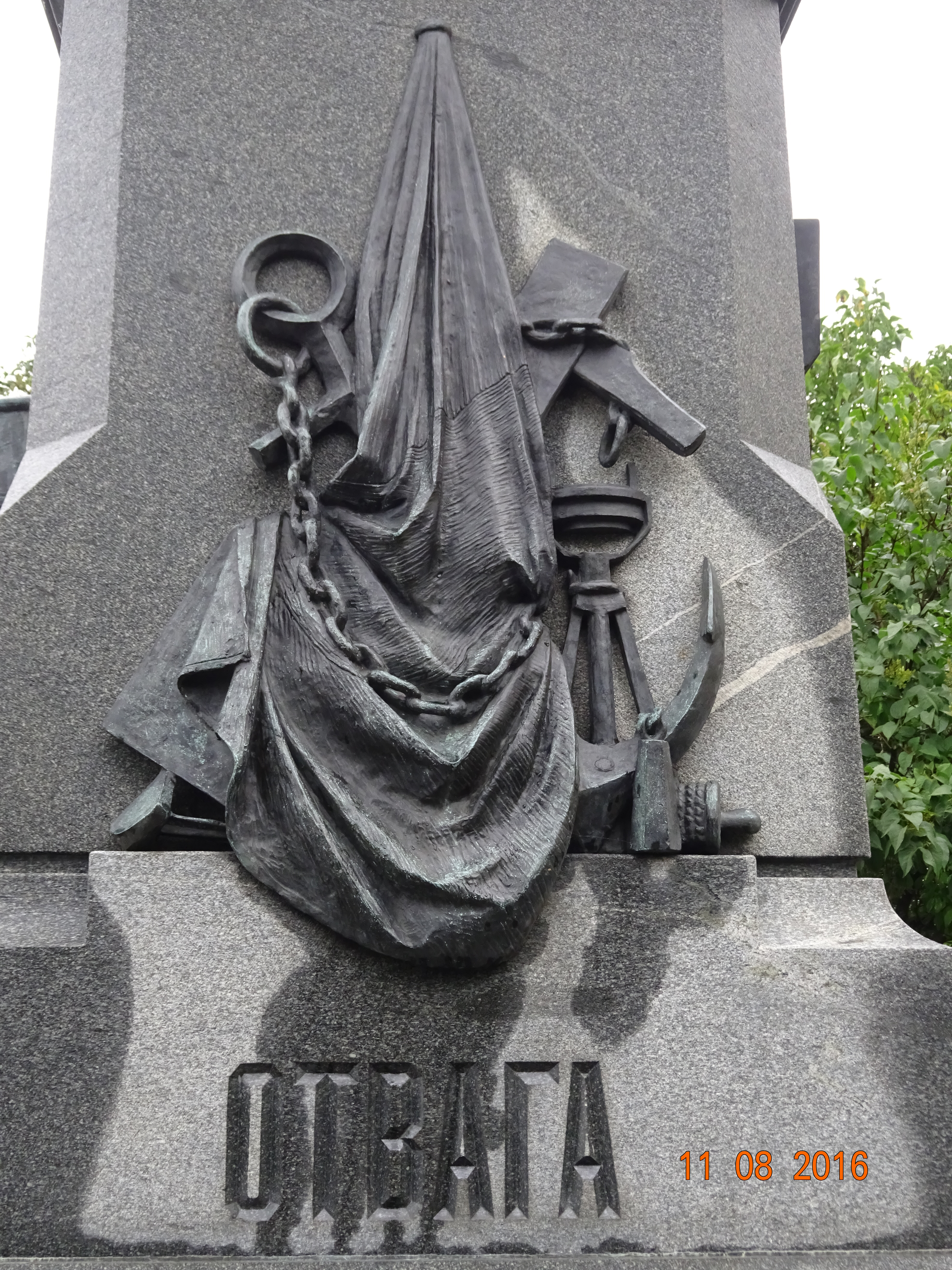
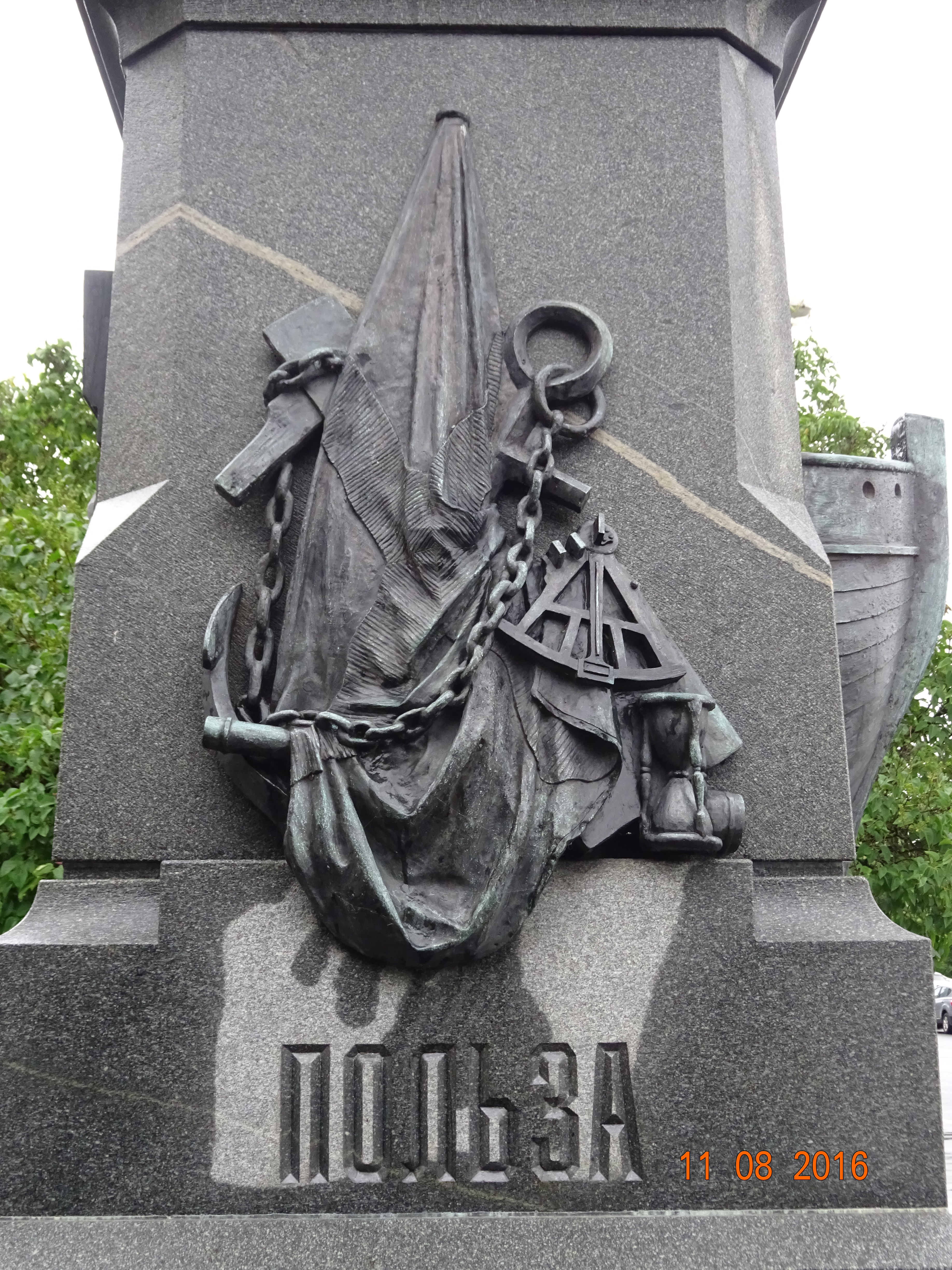
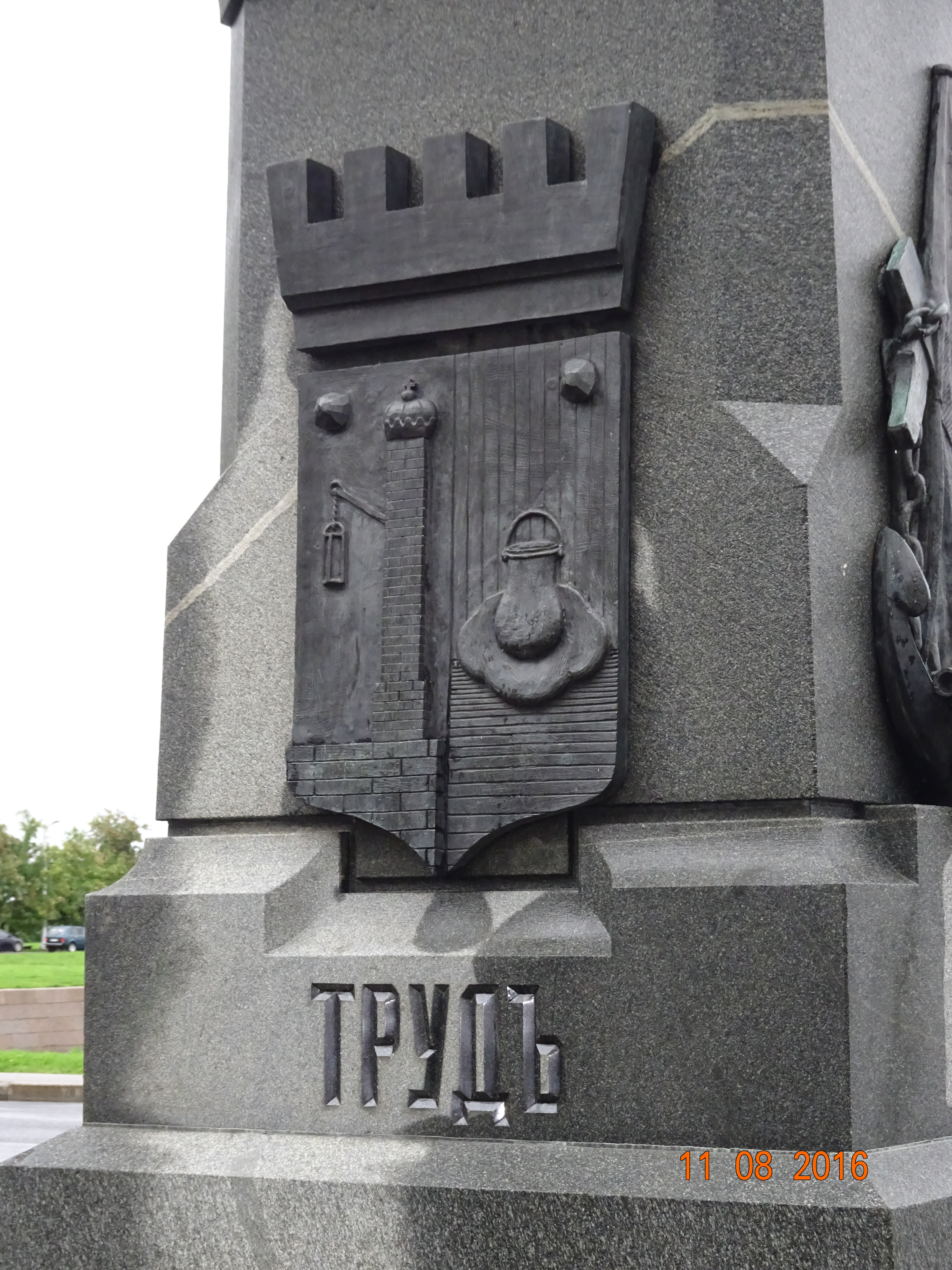

- Группа островов Пахтусова в заливе Цивольки у восточного побережья Северного острова Новой Земли. Открыты Пахтусовым в 1835 году, названы капитаном Ф. М. Щепетовым в 1934 году.
- Группа островов Пахтусова в архипелаге Норденшельда. Названы Русской полярной экспедицией (РПЭ) в 1901 году.
- Остров Пахтусова в группе островов Пахтусова у восточного побережья Северного острова Новой Земли, самый большой в этой группе. Назван Ф. М. Щепетовым в 1934 году. Первоначально в этой группе островов именем Пахтусова В. А. Русанов в 1910 году назвал другой остров, который теперь называется о. Цивольки. На современном острове Пахтусова в 1934 году с г/с «Ломоносов» был организован Поселок Пахтусова.

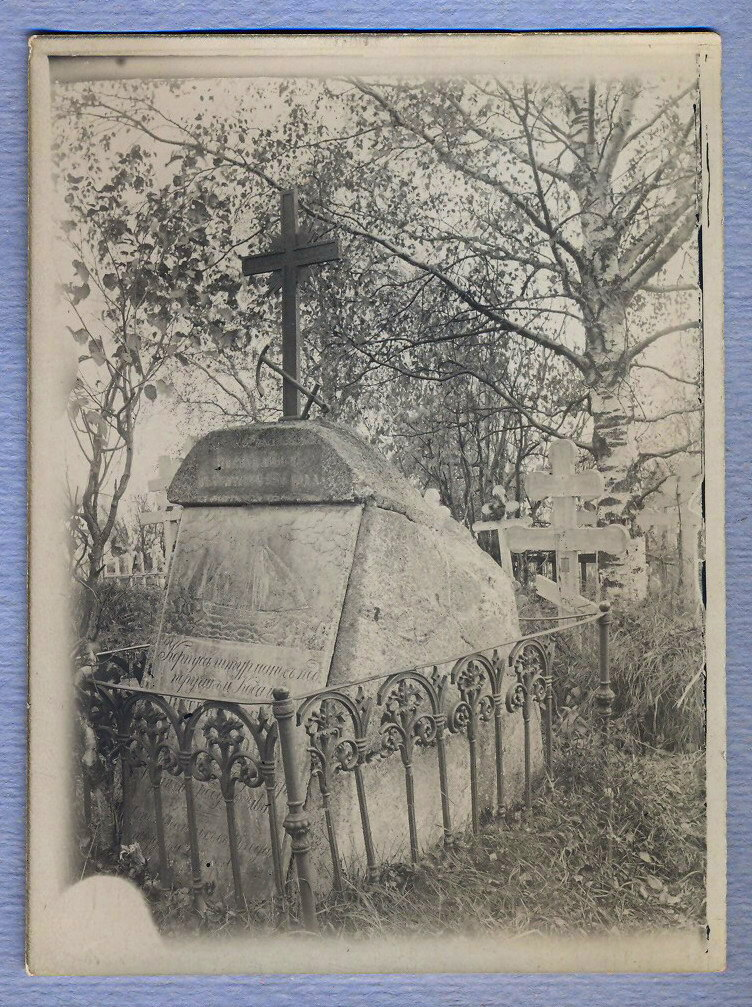
Памятник на могиле Пахтусова, Соломбальское кладбище (Архангельск)

- Горы Пахтусова на острове Западный Шпицберген.
- Озеро Пахтусова на юге Южного острова Новой Земли.
- Пролив Пахтусова, отделяющий остров Берха от западного побережья Северного острова Новой Земли. Назван в 1913 году Г. Я. Седовым.
- Залив Пахтусова на южном побережье Новой Земли. Название появилось в 1930-х годах.
- Нунатак Пахтусова в Антарктиде (горы Принс-Чарльз, 71°08′ ю.ш., 66°30′ в.д., обследован Советской Антарктической экспедицией в 1972—1973 гг.)[9].
- Гидрографический пароход «Пётр Пахтусов» (1905), участвовавший в первой Гидрографической экспедиции Северного Ледовитого океана.
- Улица Пахтусова в Архангельске.
- Улица Пахтусова в Москве. Название упразднено в начале 1990-х годов. Теперь это часть Путевого проезда.
- Проезд Пахтусова в Москве. Создан 20 июня 2017 года на основе проектируемого проезда № 6108.
- Памятник на могиле Пахтусова на Соломбальском кладбище в Архангельске. Установлен в 1878 году. На каменном надгробии высечены изображение парусного корабля и слова: «Новая Земля», «Берегъ Пахтусова», «Карское море». Ниже сделана надпись: «Корпуса штурмановъ подпоручикъ и Кавалеръ Петръ Кузьмичъ Пахтусовъ умеръ въ 1835 году ноябр. 7-го дня, отроду 36-ти лѣтъ Отъ понесенныхъ въ походахъ трудовъ и Д…….. О……..» Две последние буквы расшифровывались современниками как начальные буквы слов «домашних огорчений».